# The Karelian Isthmus
The Karelian Isthmus ist das Debütalbum der finnischen Metal-Band Amorphis. Es erschien im November 1992.

## Entstehung und Veröffentlichung
The Karelian Isthmus wurde im Mai 1992 im Sunlight Studio in Stockholm produziert. Jukka Kolehmainen, der ehemalige Sänger von Abhorrence, trat bei dem Abhorrence-Cover Vulgar Necrolatry als Gastsänger auf.
The Karelian Isthmus erschien am 1. November 1992 bei Relapse Records, in Europa bei Nuclear Blast und in Finnland bei Spinefarm Records. 2003 wurde The Karelian Isthmus mit den Stücken der CD Privilege of Evil wiederveröffentlicht.

## Titelliste
1. Karelia (Holopainen, Koivusaari) – 0:44
2. The Gathering (Holopainen, Koivusaari) – 4:13
3. Grail's Mysteries (Holopainen) – 3:02
4. Warriors Trial (Holopainen, Koivusaari) – 5:04
5. Black Embrace (Holopainen, Koivusaari, Rechberger) – 3:39
6. Exile of the Sons of Uisliu (Holopainen) – 3:44
7. The Lost Name of God (Holopainen, Koivusaari, Rechberger) – 5:32
8. The Pilgrimage (Holopainen, Koivusaari) – 4:38
9. Misery Path (Holopainen, Koivusaari, Rechberger) – 4:19
10. Sign from the North Side (Holopainen, Koivusaari, Laine) – 4:54
11. Vulgar Necrolatry (Ahlroth, Koivusaari) – 4:22
12. Pilgrimage from Darkness (Bonustrack) – 4:32
13. Black Embrace (Bonustrack) – 3:25
14. Privilege of Evil (Bonustrack) – 3:50
15. Misery Path (Bonustrack) – 4:17
16. Vulgar Necrolatry (Bonustrack) – 3:58
17. Excursing from Existence (Bonustrack) – 3:06

## Stil

### Musik
Auf The Karelian Isthmus spielte Amorphis langsamen Death Metal mit deutlichen Doom-Metal-Einflüssen. Neben typischer Death-Metal-Instrumentierung verwendet Amorphis auch akustische Abschnitte mit normaler und 12-saitiger Akustikgitarre und atmosphärische Keyboard-Stimmen, die vom Schlagzeuger Jan Rechberger gespielt wurden. Die Stücke werden häufig als recht langsam und deutlich nicht vom amerikanischen brutalen und schnellen Death Metal beeinflusst beschrieben. Das Album wird häufig dem Melodic Death Metal zugeordnet, obwohl schnelle mehrstimmige Gitarrenmelodien fehlen, die sonst für das Genre typisch sind. Das Webmagazin Deadtide schreibt in einer Rezension: 

„Mitten in der Hitze der American-Death-Explosion, als jeder entweder ein Morbid-Angel-, Obituary- oder Suffocation-Klon war, bot The Karelian Isthmus einen langsameren, einfacheren und melodischeren Klang.“

### Texte und Cover
Auf der Demo Disment of Soul handelten die Texte hauptsächlich vom Tod, wie es im Death Metal recht häufig war, The Karelian Isthmus entwickelte sich jedoch textlich von diesen Einflüssen fort. Der namensgebende Isthmus von Karelien ist das Landstück zwischen Sankt Petersburg und Finnland, das Finnland im Winterkrieg 1939 bis 1940 an die Sowjetunion verlor. Das Album beschäftigt sich jedoch vornehmlich mit keltischer Geschichte und weniger mit finnischer, hat aber kein derart ausgefeiltes Konzept wie die späteren Veröffentlichungen.